# Trzeszczyna
Trzeszczyna (allemand : Heinrichsfelde, prononciation: [tʂɛʂˈt͡ʂɨna]) est un village dans le nord-ouest de la Pologne, de la Voïvodie de Poméranie occidentale, Powiat de Łobez, Gmina Łobez. Il est situé à environ 5 kilomètres au nord de Łobez et 73 km au nord-est de la capitale de la voïvodie - Szczecin. Trzeszczyna fait partie du sołectwo de Dalno et de 1975 à 1998 de l’administration territoriale de la Voïvodie de Szczecin. La population du village est de 40 personnes.

## Géographie

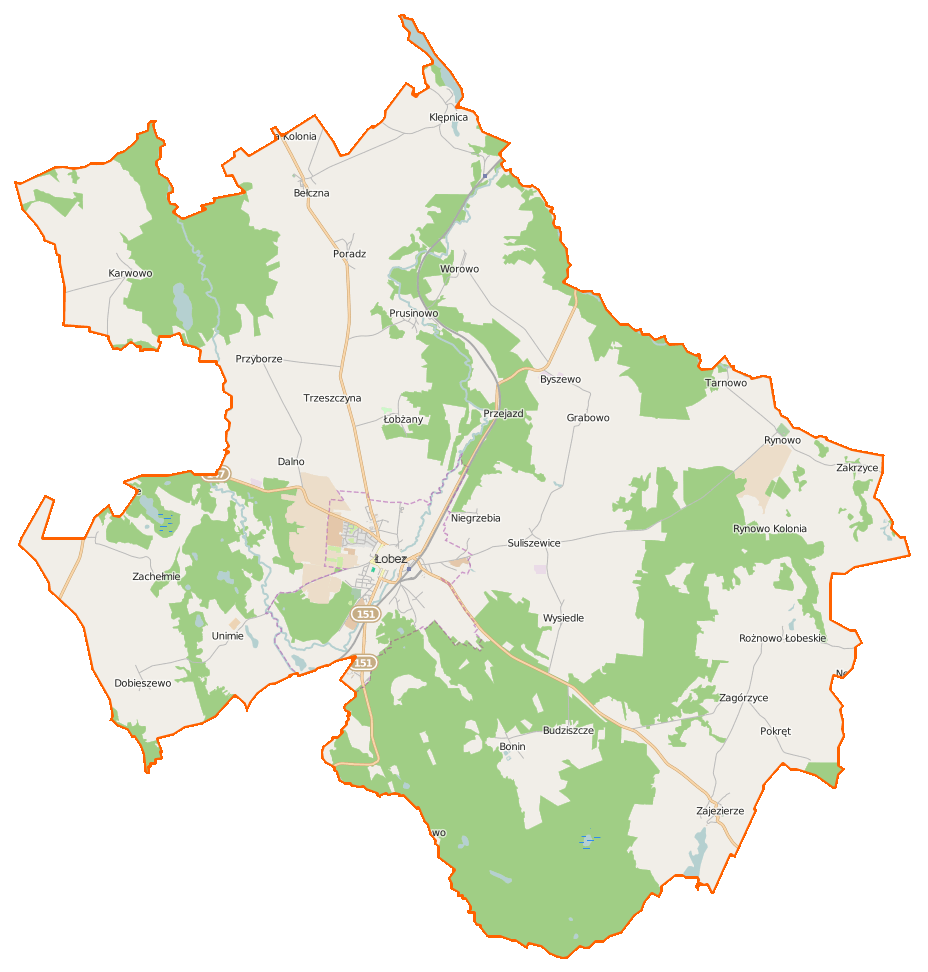
Carte de la gmina de Łobez.